# Escales de Rocky

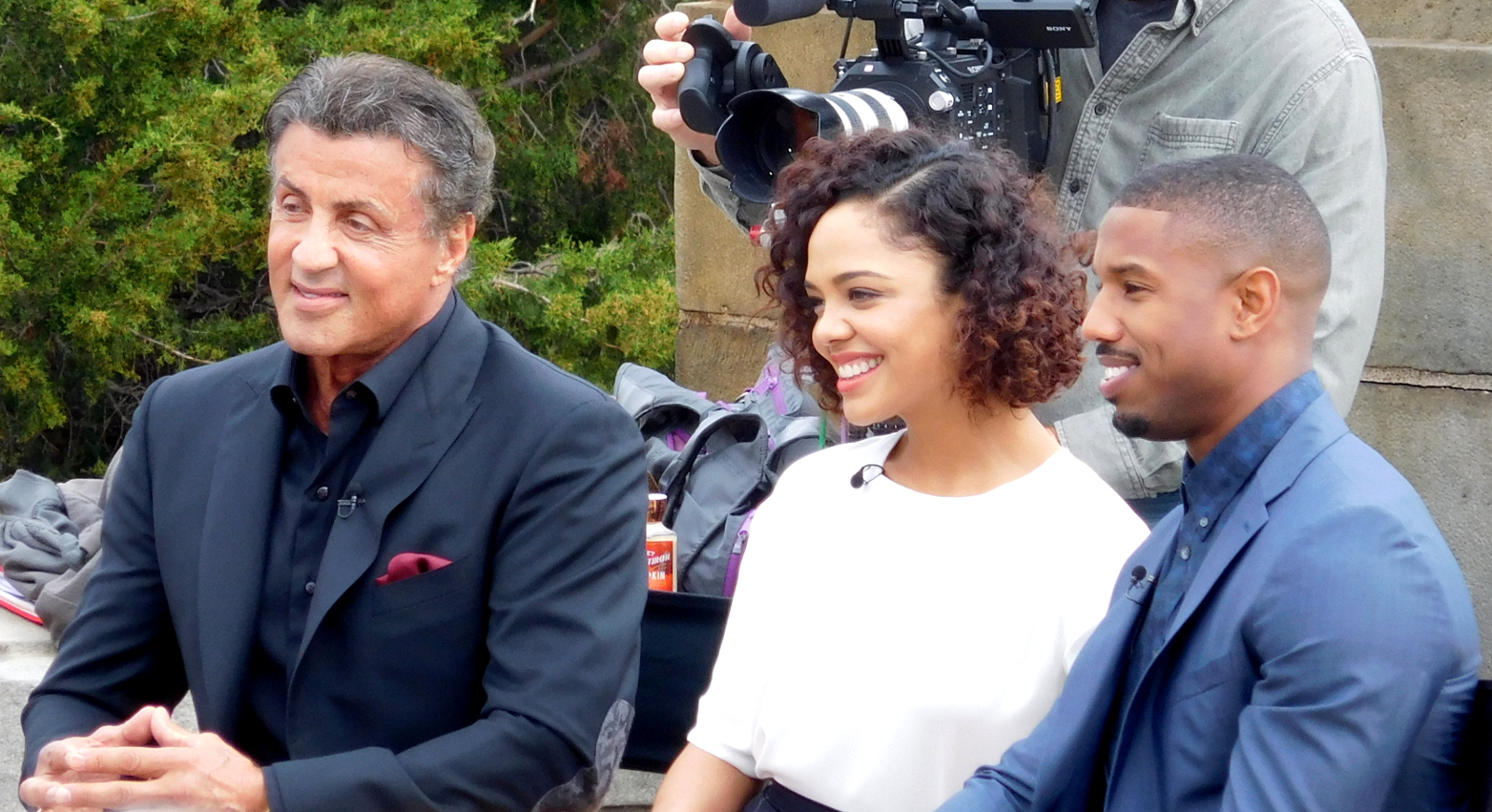
Sylvester Stallone, Tessa Thompson i Michael B. Jordan promocionen Creed dalt de les Escales de Rocky el novembre de 2015.

Les Escales de Rocky, conegudes en anglès com Rocky Steps, són els 72 esglaons de pedra que condueixen a l'entrada del Museu d'Art de Filadèlfia, a Pennsilvània, coneguts per una escena de la pel·lícula Rocky.
Els turistes sovint imiten el moment en què Rocky puja l'escala, una metàfora d'una persona que s'enfronta a un repte. Durant un temps, en motiu del rodatge de Rocky III, hi va haver una estàtua de bronze, anomenada l'Estàtua de Rocky, a la part superior de les escales. Aquesta estàtua, que ara es troba a la part inferior dreta dels esglaons, és popular pels visitants. La part superior de les escales és un bon mirador per veure els Eakins Oval, el Benjamin Franklin Parkway i l'Ajuntament de Filadèlfia.
El 2006, el creador de Rocky, Sylvester Stallone, relatar la gènesi de l'escena emblemàtica. Va explicar que mentre filmava la pel·lícula de 1976, l'equip de la pel·lícula, obligat per un pressupost ajustat, va identificar l'escala una nit mentre buscava llocs de rodatge per la ciutat. Stallone va pensar per primera vegada que Rocky havia de portar el seu gos Butkus per les escales, però el gran gos era massa pesat perquè l'escena funcionés. Tot i així, la vista des de la part superior de les escales l'inspirà per tornar a rodar l'escena sense el gos. També a Rocky Balboa, Rocky aixeca el seu gos Punchy quan arriba a la part superior de l'escalinata. Els crèdits finals de Rocky Balboa mostren un muntatge de desenes de persones que corren per les escales.
Aquesta escena va ser un dels primers usos en una pel·lícula important de la Steadicam, un suport de càmera estabilitzat que permet al seu operador caminar i fins i tot pujar graons mentre filma.

## Estàtua de Rocky

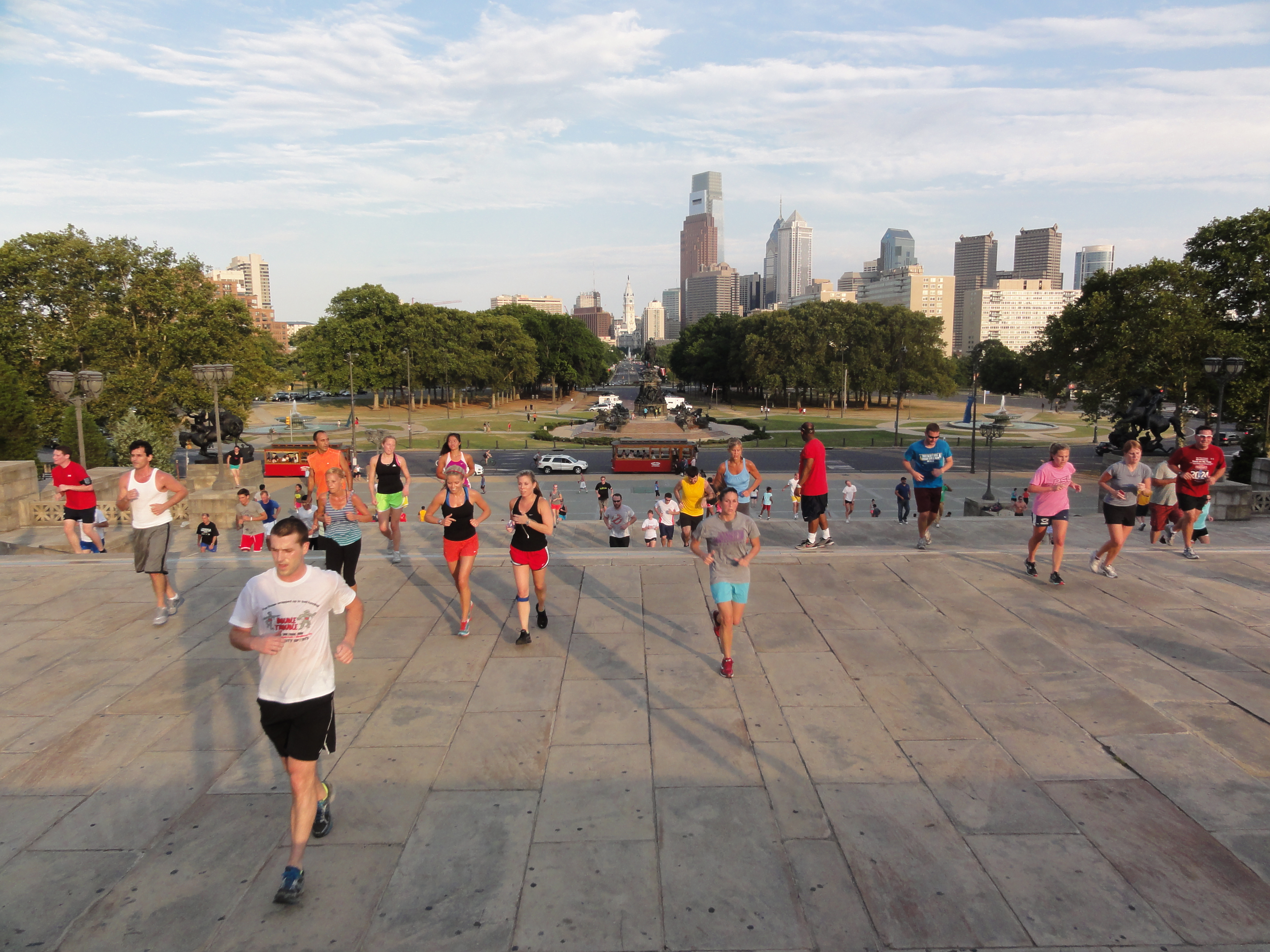
Vista del Ben Franklin Parkway i l'horitzó de Filadèlfia amb corredors que pugen les escales.

Abans de Rocky III, llançat el 1982, Stallone va encarregar a A. Thomas Schomberg la creació d'una estàtua de bronze de Rocky. S'haurien de fer tres còpies de 2 tones i 10 peus d'alçada. Una es va instal·lar a la part superior de les escales per al rodatge de Rocky III i, finalment, es va traslladar a la part inferior de les escales. El segon Rocky va estar al Museu de l'Esport de San Diego Hall of Champions de San Diego, fins que va tancar el 2017. L'estàtua va ser posada a subhasta i comprada per un comprador anònim que més tard es va conèixer que era el mateix Sylvester Stallone.
El 2006, Schomberg es va adonar que el motlle de fosa de l'estàtua començava a decaure i la tercera i última edició de l'estàtua es va fer en bronze i es va posar a subhasta a eBay tres vegades separades entre el 2002 i el 2005, amb una oferta inicial dels EUA de 5.000.000 dòlars, després de 3.000.000 dòlars i, finalment, 1.000.000 dòlars per recaptar fons per a l'Institut Internacional d'Esport i Història Olímpica. A principis de la dècada del 2020 s'exhibeix a la Schomberg Studios Gallery de Denver, Colorado.
Un cop finalitzat el rodatge, va sorgir un debat entre el Museu d'Art i la Comissió d'Art de Filadèlfia sobre el significat de l'obra i si era o no era art. Els funcionaris de la ciutat van argumentar que l'estàtua de Rocky no tenia un valor artístic sinó que era un utillatge teatral puntual per una pel·lícula, i van acabar traslladant-la al davant del Philadelphia Spectrum.
Més tard va ser retornat al Museu d'Art per al rodatge de Rocky V, i després retornat a l'Espectre. L'estàtua es va substituir per una incrustació de bronze de petjades de sabatilles Converse amb el nom "Rocky" a sobre.
El 8 de setembre de 2006, l'estàtua de Rocky va ser retornada al Museu d'Art i col·locada sobre un pedestal en una zona herbosa a prop del peu de les escales de la dreta del Museu. La cerimònia de presentació va incloure música en directe, el debut del primer tràiler complet de Rocky Balboa i una projecció gratuïta de la primera pel·lícula de Rocky. En la cerimònia, l'alcalde de Filadèlfia, John Street, va dir que els esglaons eren una de les atraccions turístiques més grans de Philly, i que Stallone, neoyorquí natiu, s'havia convertit en "el fill adoptiu preferit de la ciutat".

## A la cultura popular
L'escena cinematogràfica de Rocky s'ha convertit en una icona cultural. Molts turistes visiten els passos per recrear l'escena. E! Channel el va classificar en el lloc número 13 dels seus 101 moments més impressionants relacionats amb l'entreteniment. Durant el relleu de la torxa olímpica de 1996, Dawn Staley, nativa de Filadèlfia, va ser l'escollida per pujar les escales del museu. Els passos són el teló de fons de la celebració anual del Dia de la Independència i, sovint s'han presentat en grans concerts com Live 8. Dos periodistes del Philadelphia Inquirer van passar un any entrevistant persones que pujaven l'escala i van publicar el 1996 un llibre anomenat Rocky Stories: Tales of Love, Hope, and Happiness at America's Most Famous Steps. El Draft del 2017 de la NFL es va celebrar des de les escales, la primera vegada que es va fer el Draft de la NFL a l'aire lliure.
L'escena ha inspirat homenatges i paròdies des de la pel·lícula del 1976.
- En un episodi de Els Simpson Lisa Simpson corre per un tram d'escales amb un xandall similar a Rocky.[10]
- En l'episodi de Chowder "The Broken Part", durant el seu entrenament, el personatge titular puja per una escala amb una estàtua de boxejador a la part superior.
- A la pel·lícula A les seves sabates, el personatge de Toni Collette, Rose Feller, puja per les escales amb quatre gossos.
- A l'episodi, "La història de Filadèlfia", de El Príncep de Bel Air, el personatge Will, mentre tornava a Philly, s'entrenava pujant per les escales, on un transeünt li roba la cartera i el barret.
- A la pel·lícula d'Eddie Murphy The Nutty Professor, Sherman Klump puja les escales fins a un dels edificis de la seva universitat, parodiant l'escena.
- En una campanya de Reebok, Allen Iverson, aleshores amb els Philadelphia 76ers, va pujar els graons mentre regatava un bàsquet.
- En l'episodi de Boy Meets World, "Les bruixes de Pennbrook", Eric diu que ell i Jack van a pujar els passos i que feia mesos que ho planificaven.
- En l'episodi inicial de la sèrie de televisió de boxa The Contender 2005 (que va comptar amb la producció executiva de Stallone), Najai Turpin, natiu de Filadèlfia, va pujar els esglaons.
- A la pel·lícula Shazam!, Billy Batson / Shazam i Freddie Freeman seuen a les escales. Més endavant a la pel·lícula, Shazam fa un espectacle per a la gent sobre els mateixos esglaons, disparant llamps al ritme de "Eye of the Tiger" de Survivor, que també va servir com a tema de Rocky III.